# 일란 멜리에
일란 스테판 멜리에(프랑스어: Illan Stéphane Meslier, 2000년 3월 2일~)는 프랑스의 축구 선수로 현재 리즈 유나이티드에서 골키퍼로 활동하고 있다.

## 클럽 경력

### 유년기
일란 멜리에는 2000년 3월 2일 프랑스 로리앙에서 태어났다.

## 수상 내역
리즈 유나이티드
- EFL 챔피언십: 2019-20[2]

개인
- 리즈 유나이티드 올해의 영플레이어: 2020-21[3]